# Szczur długowłosy
Szczur długowłosy (Rattus villosissimus) – gatunek ssaka z podrodziny myszy (Murinae) w obrębie rodziny myszowatych (Muridae), występujący wyłącznie w Australii.

## Taksonomia
Gatunek po raz pierwszy zgodnie z zasadami nazewnictwa binominalnego opisał w 1898 roku brytyjsko-australijski zoolog Edgar Ravenswood Waite nadając mu nazwę Mus villosissimus. Holotyp pochodził z Queenslandu, „prawdopodobnie z okolic Goonhaghooheeny Billabong, Cooper Creek”. 
R. villosissimus należy do grupy gatunkowej sordidus, gatunków spokrewnionych ze szczurem ciemnym (Rattus sordidus). Szczur długowłosy jest allopatryczny względem żyjących na wybrzeżach pokrewnych gatunków: szczura ciemnego w Queenslandzie i szczura aluwialnego (R. colletti) w Terytorium Północnym.

### Etymologia
- Rattus: łac. rattus „szczur”[9].
- villosissimus: łac. „bardzo owłosiony”[10].
- longipilis: łac. „długowłosy”[10].
- profusus: łac. „obfity”.

### Nazewnictwo zwyczajowe
W wydanej w 2015 roku przez Muzeum i Instytut Zoologii Polskiej Akademii Nauk publikacji Polskie nazewnictwo ssaków świata gatunkowi nadano nazwę szczur długowłosy. W Australii zwierzę nosi angielską nazwę long-haired rat oraz aborygeńską nazwę mayaroo.

## Występowanie
Szczur długowłosy jest australijskim endemitem. Żyje w środkowej i północnej części kontynentu. Rdzeń jego zasięgu obejmuje Płaskowyż Barkly na Terytorium Północnym oraz Channel Country, część outbacku w południowo-zachodnim Queenslandzie i w północno-wschodniej Australii Południowej. Gatunek występuje także na Southwest Island w Sir Edward Pellew Group; nawadniane obszary nad rzeką Ord stanowią jego antropogeniczne ostoje.  W niektórych latach dochodzi do skokowego wzrostu liczebności i gatunek jest spotykany na znacznie większym obszarze.

## Morfologia
Długość ciała (bez ogona) 130–225 mm, długość ogona 120–180 mm, długość ucha 16–22 mm, długość tylnej stopy 30–40 mm; masa ciała 60–280 g. Średni do dużego szczur, podobny do szczura ciemnego i aluwialnego, ale jaśniejszy, o dłuższej sierści. Masa ciała i organów wewnętrznych fluktuuje sezonowo, jest większa w porze deszczowej, a maleje w porze suchej. Wierzch ciała jest płowożółty do rudego, z licznymi ciemnoszarymi włosami; niektóre osobniki mają też białą plamę na czole. Spód ciała jest kremowy lub jasnoszary. Stopy mają z wierzchu ten sam kolor co na grzbiecie, który na palcach przechodzi w jasnobrązowy; wibrysy są względnie krótkie. Ogon jest krótszy od reszty ciała, ciemny, czarnobrązowy i pokryty krótkimi włosami. Samica ma sześć par sutek.

## Tryb życia
Gatunek żyje na suchych i pustynnych obszarach, trzymając się ostoi, w których jest stale dostępna woda i pokarm; ma ekstremalnie wysoki potencjał reprodukcyjny i co około 20 lat dochodzi do eksplozji jego populacji. Szczur ten prowadzi naziemny, generalnie nocny tryb życia, a za dnia odpoczywa w norach. Nory mają zwykle wiele wyjść i jedną centralną komorę, wypełnioną pociętymi źdźbłami trawy. Jest to gatunek stadny, pojedynczy system nor zamieszkuje wiele osobników; w zwykłych latach migrują one między norami w związku z dostępnością pokarmu. W latach eksplozji populacji głód może zmuszać gryzonie do poszukiwania pożywienia za dnia. Po skoku liczebności populacji następuje jej zapaść, gryzonie masowo giną w wyniku głodu (zwierzęta potrafią zjeść cały dostępny na danym obszarze pokarm), drapieżnictwa (liczebność drapieżników rośnie wraz z populacją szczurów), odwodnienia, kanibalizmu i chorób.
Zachowania agresywne między osobnikami są bardzo częste i wiążą się z licznymi wokalizacjami. Najczęściej wydawane odgłosy to piski, kwiki, zgrzytanie zębami, syczenie i pokasływanie.

## Populacja i zagrożenia
Chociaż szczur długowłosy przez większość czasu ma ograniczony zasięg występowania, jest on wciąż dosyć duży. Liczebność jest bardzo zmienna. Eksplozje populacji w przeszłości zdarzały się częściej niż obecnie, co wiąże się z degradacją środowiska życia szczura. Gatunek jest obecny w obszarach chronionych. Zagrożeniem dla niego może być niszczenie ostoi przez bydło; w latach suszy jest on bardziej narażony na różne czynniki, w tym na drapieżnictwo ze strony zdziczałych kotów. W Australii Zachodniej gatunek zyskał nowe ostoje dzięki irygacji. Ogółem Międzynarodowa Unia Ochrony Przyrody uznaje szczura długowłosego za gatunek najmniejszej troski.